# Mike Maneluk
Mike Maneluk (* 1. Oktober 1973 in Winnipeg, Manitoba) ist ein ehemaliger kanadischer Eishockeyspieler, der während seiner aktiven Karriere unter anderem für die Philadelphia Flyers, Chicago Blackhawks, New York Rangers und Columbus Blue Jackets in der National Hockey League sowie für den HC Lugano, EV Zug, EHC Basel, HC Davos und HC Ambrì-Piotta in der Schweizer National League A aktiv war.

## Karriere
Mike Maneluk begann seine Karriere als Eishockeyspieler bei den Brandon Wheat Kings, für die er von 1991 bis 1994 in der kanadischen Juniorenliga Western Hockey League aktiv war. Anschließend verbrachte er ein Jahr lang bei der kanadischen Nationalmannschaft, mit der er sich auf die Weltmeisterschaft 1995 vorbereitete. Saisonübergreifend kam er in den Spielzeiten 1993/94 und 1994/95 zudem auf elf Einsätze für die San Diego Gulls aus der International Hockey League. Von 1995 bis 1997 spielte der Angreifer je ein Jahr lang für die Baltimore Bandits und Worcester IceCats in der American Hockey League, ehe er zu Beginn der Saison 1997/98 zu den Philadelphia Flyers aus der National Hockey League wechselte, mit deren AHL-Farmteam Philadelphia Phantoms er 1998 den Calder Cup gewann. Zudem erhielt er die Jack A. Butterfield Trophy als bester Playoff-Spieler der Liga. In der Saison 1998/99 spielte er in drei verschiedenen NHL-Teams, als der ehemalige Nationalspieler sowohl für die Philadelphia Flyers als auch deren Ligarivalen Chicago Blackhawks und New York Rangers auf dem Eis stand. 
Die Saison 1999/2000 verbrachte Maneluk erneut in Philadelphia, wobei er nur ein Mal für das NHL-Team der Flyers spielte und die restliche Spielzeit für die Phantoms in der AHL auf Torejagd ging. Nach einem Jahr bei den neugegründeten Columbus Blue Jackets und deren IHL-Farmteam Chicago Wolves, ging der Rechtsschütze erstmals nach Europa, wo er von 2001 bis 2005 für den HC Lugano aus der Schweizer Nationalliga A aktiv war. Mit Lugano gewann er in der Saison 2002/03 zum ersten und einzigen Mal in seiner Laufbahn die Schweizer Meisterschaft. Mit zehn Toren in den Playoffs hatte er dabei maßgeblichen Anteil am Erfolg. In der folgenden Spielzeit erhielt der Kanadier gar sowohl die Auszeichnung als bester Torjäger der Hauptrunde als auch der Playoffs, als er 30 bzw. zehn Treffer für Lugano erzielte. 
Von 2005 bis 2008 stand Maneluk nacheinander beim EV Zug, EHC Basel und HC Davos in der NLA unter Vertrag. Zu Beginn der Saison 2008/09 erhielt er einen Vertrag beim HK Dinamo Minsk aus der Kontinentalen Hockey-Liga, für den er in sieben Spielen torlos blieb, bevor sein Vertrag mit den Weißrussen aufgelöst wurde. Die Saison beendete er schließlich bei seinem Ex-Club HC Lugano in der NLA sowie dem SC Langenthal in der National League B. In der NLB blieb der Flügelspieler anschließend auch in der Saison 2009/10, für die er beim Lausanne HC unterschrieb.

### International
Für Kanada nahm Maneluk an der Weltmeisterschaft 1995 teil, bei der er mit seiner Mannschaft den dritten Platz belegte.

## Erfolge und Auszeichnungen
| - 1995 Bronzemedaille bei der Weltmeisterschaft - 1998 Calder-Cup-Gewinn mit den Philadelphia Phantoms - 1998 Jack A. Butterfield Trophy - 2000 AHL First All-Star Team | - 2003 Schweizer Meister mit dem HC Lugano - 2003 Bester Torschütze in den NLA-Playoffs - 2004 Bester Torschütze in der NLA - 2004 Bester Torschütze in den NLA-Playoffs |